# Veleposlanstvo Norveške u Washingtonu D.C.
Veleposlanstvo Norveške u Washingtonu D.C. predstavlja diplomatsko predstavništvo Kraljevine Norveške u SAD-u. Nalazi se na sjeverozapadu Washingtona u diplomatskoj četvrti, u susjedstvu s veleposlanstvima mnogih država. Norveška osim veleposlanstva u Washingtonu, ima i konzularna predstavništva u New Yorku, Houstonu, San Franciscu te počasni konzulat u Minneapolisu.
Trenutačni norveški veleposlanik u SAD-u je Wegger Christian Strømmen.